# 里奇蒙鎮區 (伊利諾伊州)
里奇蒙鎮區（英語：Richmond Township）是位於美國伊利諾伊州麥克亨利縣的一個行政鎮區。

## 地方資料
根據2010年美國人口普查的數據，里奇蒙鎮區的面積為85.10平方千米，當中陸地面積為84.60平方千米，而水域面積為0.50平方千米。當地共有人口6610人，而人口密度為每平方千米77.67人。